# Mario Medina
Mario Medina Rojas (né le 2 septembre 1952 à Juchitán de Zaragoza au Mexique) est un joueur de football international mexicain, qui évoluait au poste d'attaquant.

## Biographie

### Carrière en club
Mario Medina réalise la majeure partie de sa carrière avec le club du Deportivo Toluca. Avec cette équipe, il remporte un titre de champion du Mexique.

### Carrière en équipe nationale
Avec l'équipe du Mexique, il joue 14 matchs et inscrit 2 buts entre 1976 et 1980.
Il figure dans le groupe des sélectionnés lors de la Coupe du monde de 1978. Lors du mondial organisé en Argentine, il ne joue aucun match.

## Palmarès
| Deportivo Toluca - Championnat du Mexique (1) : - Champion : 1974-75. - Supercoupe du Mexique : - Finaliste : 1975. |